# Lista över fornlämningar i Kristianstads kommun (Skepparslöv)
Lista över fornlämningar i Kristianstads kommun (Skepparslöv) är en förteckning av ett urval av de fornlämningar som finns i Skepparslöv i Kristianstads kommun.
| Namn                           | Lämningstyp                 | Tillkomsttid | Historisk indelning | Plats | Läge                 | ID-nr          | Bild                                 |
| ------------------------------ | --------------------------- | ------------ | ------------------- | ----- | -------------------- | -------------- | ------------------------------------ |
| Skepparslöv 1:1                | Stensättning                |              | Skepparslöv, Skåne  |       | 56.020677, 14.033481 | 10111500010001 | Ladda upp en bild av detta fornminne |
| Skepparslöv 2:1                | Hög                         |              | Skepparslöv, Skåne  |       | 56.021202, 14.036382 | 10111500020001 | Ladda upp en bild av detta fornminne |
| Skepparslöv 3:1                | Stridsvärn                  |              | Skepparslöv, Skåne  |       | 56.006912, 14.065456 | 10111500030001 | Ladda upp en bild av detta fornminne |
| Skepparslöv 3:2                | Stridsvärn                  |              | Skepparslöv, Skåne  |       | 56.006080, 14.065719 | 10111500030002 | Ladda upp en bild av detta fornminne |
| Klackabacken (Skepparslöv 4:1) | Fästning/skans              |              | Skepparslöv, Skåne  |       | 56.008253, 14.063298 | 10111500040001 | Ladda upp en bild av detta fornminne |
| Klackabacken (Skepparslöv 5:1) | Fästning/skans              |              | Skepparslöv, Skåne  |       | 56.008862, 14.065180 | 10111500050001 | Ladda upp en bild av detta fornminne |
| Skepparslöv 6:1                | Hög                         |              | Skepparslöv, Skåne  |       | 56.005235, 14.070250 | 10111500060001 | Ladda upp en bild av detta fornminne |
| Skepparslöv 8:1                | Stenkammargrav              |              | Skepparslöv, Skåne  |       | 56.007414, 14.080815 | 10111500080001 | Ladda upp en bild av detta fornminne |
| Skepparslöv 10:1               | Stenkammargrav              |              | Skepparslöv, Skåne  |       | 56.009935, 14.081927 | 10111500100001 | Ladda upp en bild av detta fornminne |
| Skepparslöv 11:1               | Stenkammargrav              |              | Skepparslöv, Skåne  |       | 56.010376, 14.082914 | 10111500110001 | Ladda upp en bild av detta fornminne |
| Skepparslöv 11:2               | Grav markerad av sten/block |              | Skepparslöv, Skåne  |       | 56.010344, 14.083248 | 10111500110002 | Ladda upp en bild av detta fornminne |
| Skepparslöv 12:1               | Stensättning                |              | Skepparslöv, Skåne  |       | 56.010534, 14.082218 | 10111500120001 | Ladda upp en bild av detta fornminne |
| Skepparslöv 18:1               | Hög                         |              | Skepparslöv, Skåne  |       | 56.021311, 14.079149 | 10111500180001 | Ladda upp en bild av detta fornminne |
| Skepparslöv 18:2               | Hög                         |              | Skepparslöv, Skåne  |       | 56.021452, 14.079707 | 10111500180002 | Ladda upp en bild av detta fornminne |
| Skepparslöv 22:1               | Fästning/skans              |              | Skepparslöv, Skåne  |       | 56.032368, 14.087764 | 10111500220001 | Ladda upp en bild av detta fornminne |
| Skepparslöv 24:1               | Hällristning                |              | Skepparslöv, Skåne  |       | 56.005022, 14.083844 | 10111500240001 | Ladda upp en bild av detta fornminne |
| Skepparslöv 24:2               | Hällristning                |              | Skepparslöv, Skåne  |       | 56.005007, 14.083720 | 10111500240002 | Ladda upp en bild av detta fornminne |
| Skepparslöv 55:1               | Grav markerad av sten/block |              | Skepparslöv, Skåne  |       | 56.025934, 14.053364 | 10111500550001 | Ladda upp en bild av detta fornminne |
| Skepparslöv 55:2               | Grav markerad av sten/block |              | Skepparslöv, Skåne  |       | 56.025717, 14.053452 | 10111500550002 | Ladda upp en bild av detta fornminne |
| Skepparslöv 72:1               | Hög                         |              | Skepparslöv, Skåne  |       | 56.021582, 14.035020 | 10111500720001 | Ladda upp en bild av detta fornminne |
| Skepparslöv 81:1(3)            | Stenkammargrav              |              | Skepparslöv, Skåne  |       | koordinater saknas   | 12000000087742 | Ladda upp en bild av detta fornminne |
| Skepparslöv 91:1               | Hällristning                |              | Skepparslöv, Skåne  |       | 56.021334, 14.049669 | 10111500910001 | Ladda upp en bild av detta fornminne |
| Skepparslöv 92:1               | Stensättning                |              | Skepparslöv, Skåne  |       | 56.034804, 14.046766 | 10111500920001 | Ladda upp en bild av detta fornminne |
| Skepparslöv 92:2               | Stensättning                |              | Skepparslöv, Skåne  |       | 56.034624, 14.047306 | 10111500920002 | Ladda upp en bild av detta fornminne |
| Skepparslöv 92:3               | Stensättning                |              | Skepparslöv, Skåne  |       | 56.034893, 14.046263 | 10111500920003 | Ladda upp en bild av detta fornminne |
| Skepparslöv 293                | Stensättning                |              | Skepparslöv, Skåne  |       | 56.030456, 14.025622 | 12000000058480 | Ladda upp en bild av detta fornminne |
| Skepparslöv 296                | Stensättning                |              | Skepparslöv, Skåne  |       | 56.034487, 14.037483 | 12000000058484 | Ladda upp en bild av detta fornminne |
| Skepparslöv 314                | Hällristning                |              | Skepparslöv, Skåne  |       | 56.011298, 14.082764 | 12000000068644 | Ladda upp en bild av detta fornminne |